# شينغو أريزونو
شينغو أريزونو (باليابانية: 有薗 真吾) (4 ديسمبر 1985 في كاغوشيما في اليابان – )؛ هو لاعب كرة قدم ياباني سابق كان يلعب كمدافع.

## وصلات خارجية
- شينغو أريزونو على موقع رابطة كرة القدم اليابانية للمحترفين (اليابانية)
- شينغو أريزونو على موقع قاعدة بيانات كرة القدم.إي يو (الإنجليزية)
- شينغو أريزونو على موقع Soccerway.com (الإنجليزية)
- شينغو أريزونو على موقع عالم كرة القدم.نت (الإنجليزية)